# El Tajar
El paratge d'el Tajar és una microrreserva del municipi de Torralba (Alt Millars). Declarat per acord de la Generalitat Valenciana el 2 de desembre de 1998. És un important bosc comunal en el qual s'elaborava carbó per a vendre'l a La Plana i Sogorb. El trobem enclavat al Parc natural de la Serra d'Espadà